# Rhynchostele
Genre

Rhynchostele est un genre d'orchidées épiphytes du Mexique, d'Amérique centrale et du Venezuela. 

## Description
Les Rhyncostele mesurent entre 40 et 60 cm. Les pseudobulbes sont aplatis. Les feuilles, elliptiques et persistantes, ont environ 200 mm de longueur. La tige  florale comporte 15 fleurs.

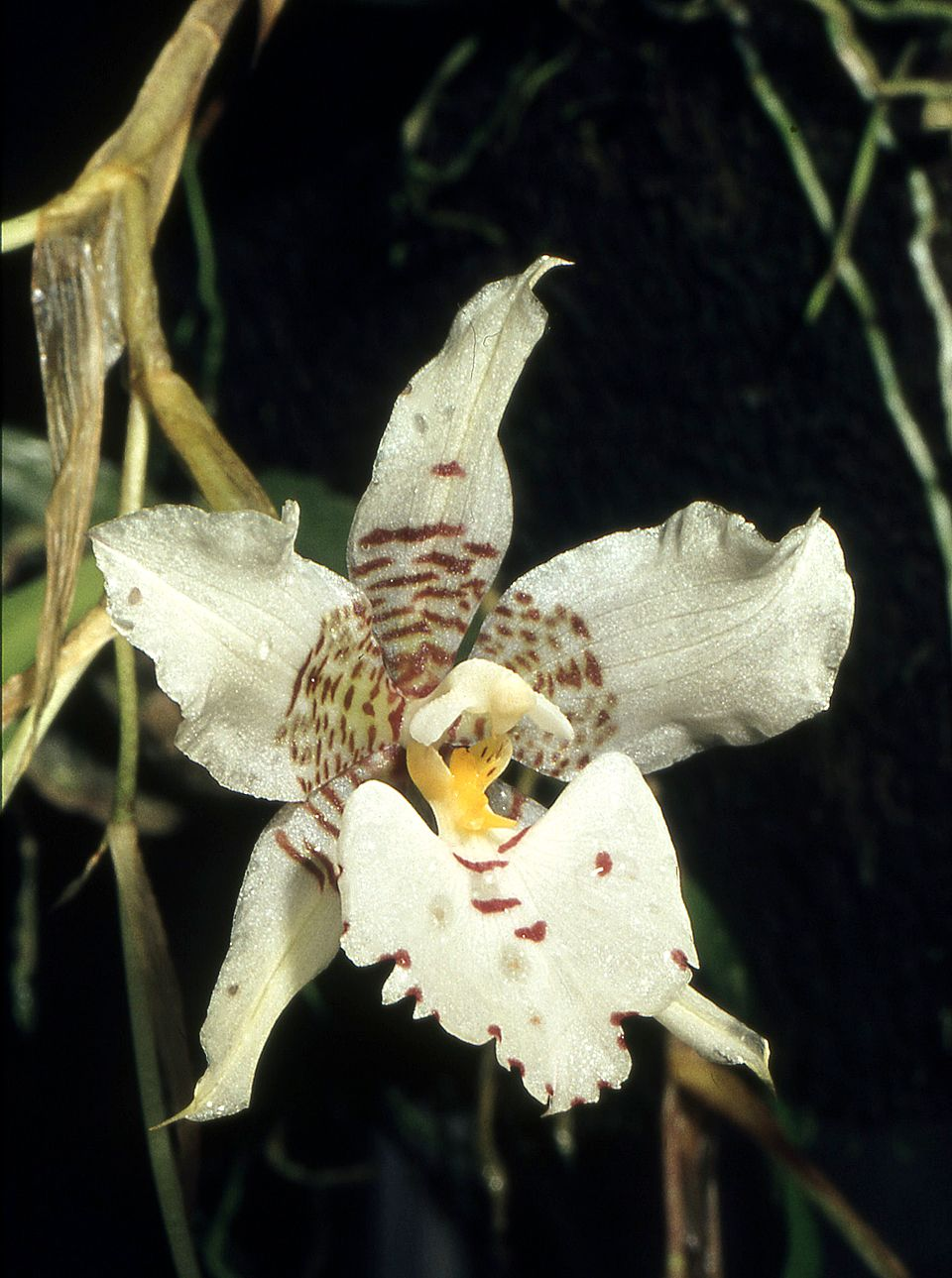
Rhynchostele cervantesii.
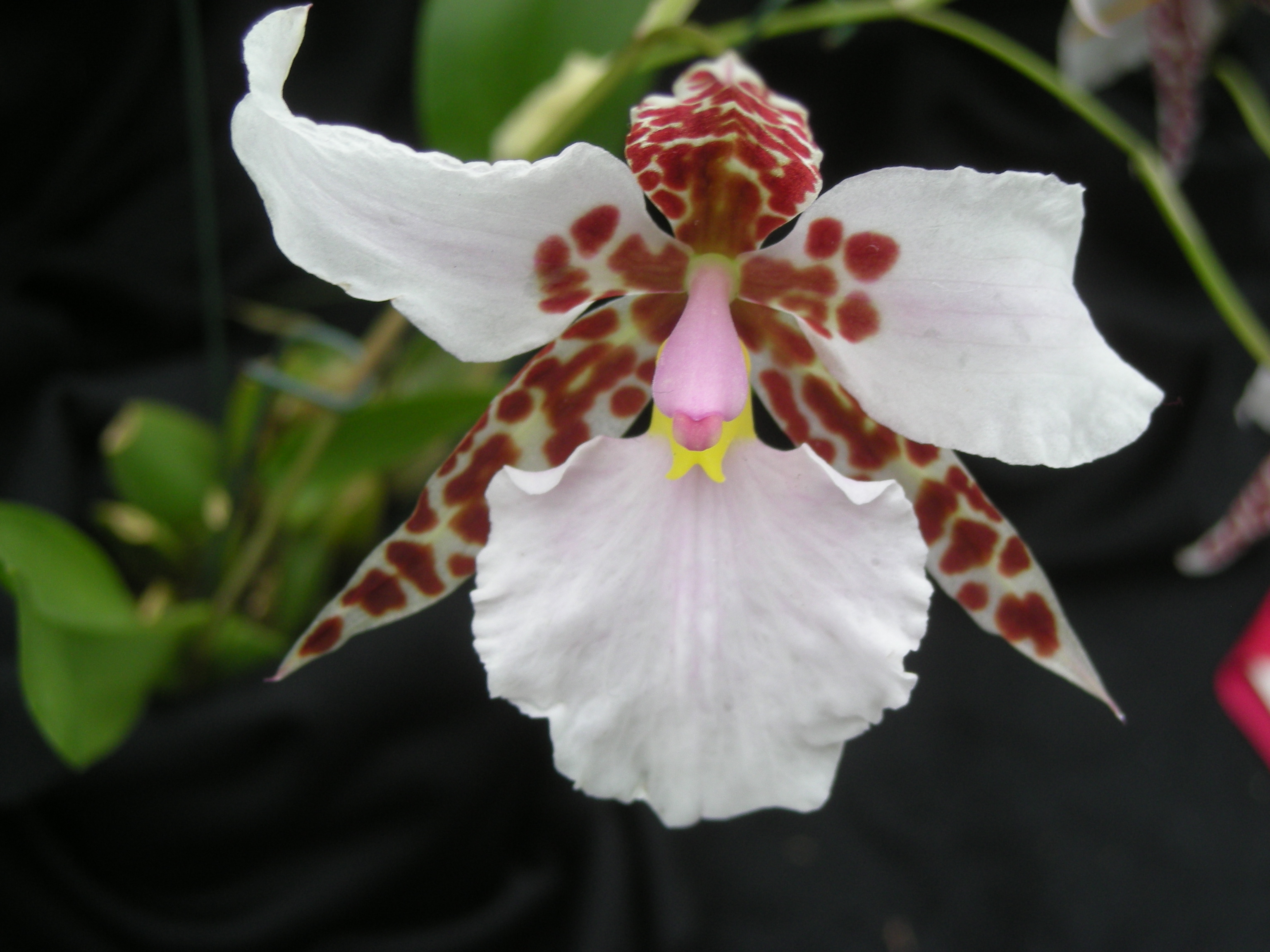
Rhynchostele rossii.
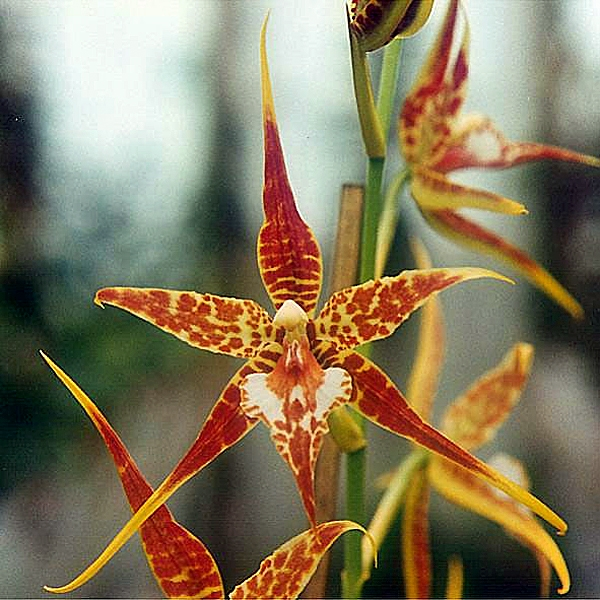
Rhynchostele cordata.
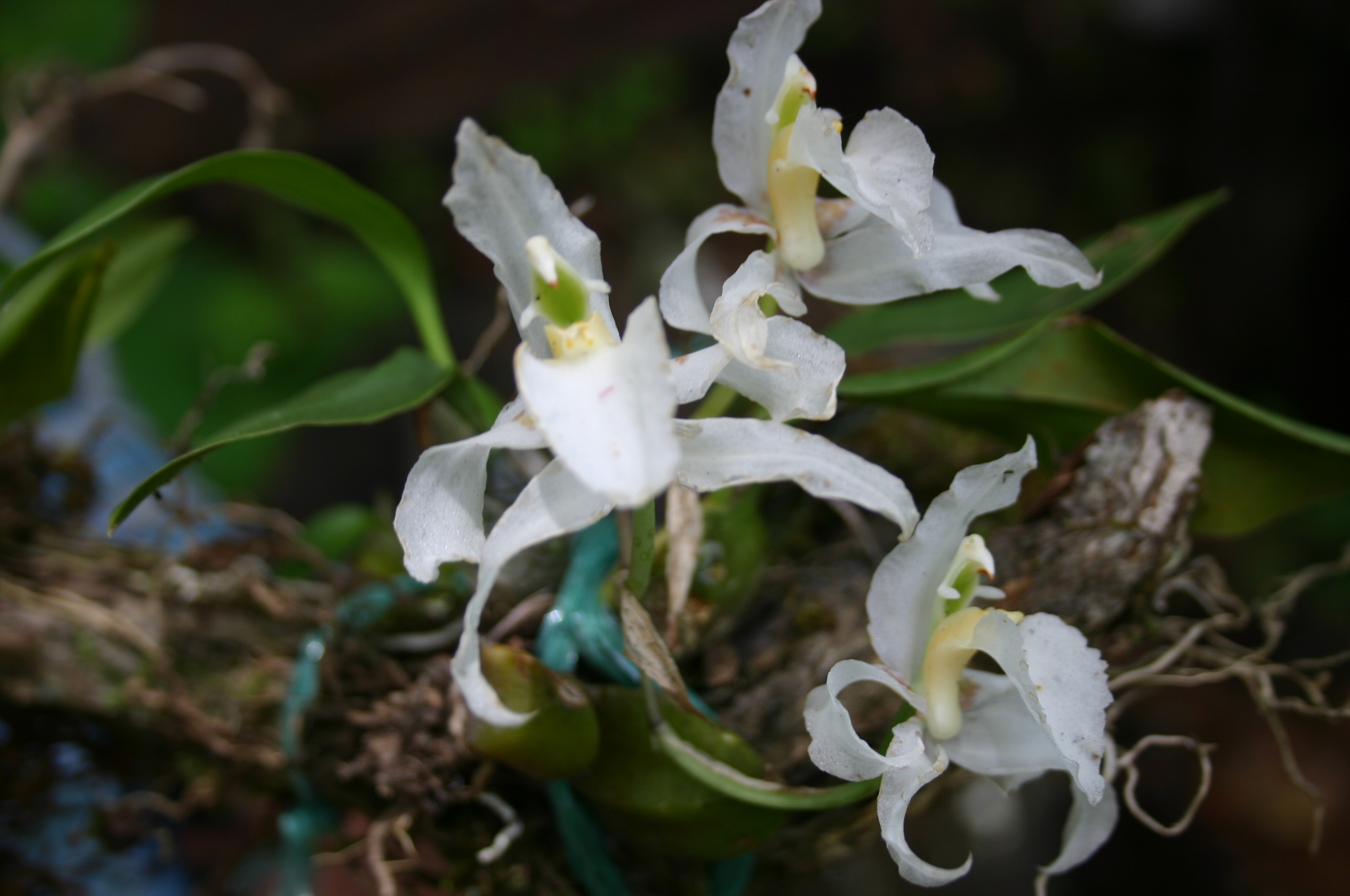
Rhynchostele galeottiana

## Liste des espèces
- R. aptera
- R. bictoniensis
- R. candidula
- R. cervantesii
- R. cordata
- R. ehrenbergii
- R. galeottiana
- R. hortensiae
- R. × humeana
- R. londesboroughiana (en)
- R. maculata
- R. madrensis
- R. majalis
- R. oscarii
- R. pygmaea
- R. rossii
- R. stellata
- R. uroskinneri
- R. × vexativa